# Marmaronetta angustirostris
La cerceta pardilla (Marmaronetta angustirostris) es una especie de ave anseriforme de la familia Anatidae que habita en Eurasia y África.

## Descripción

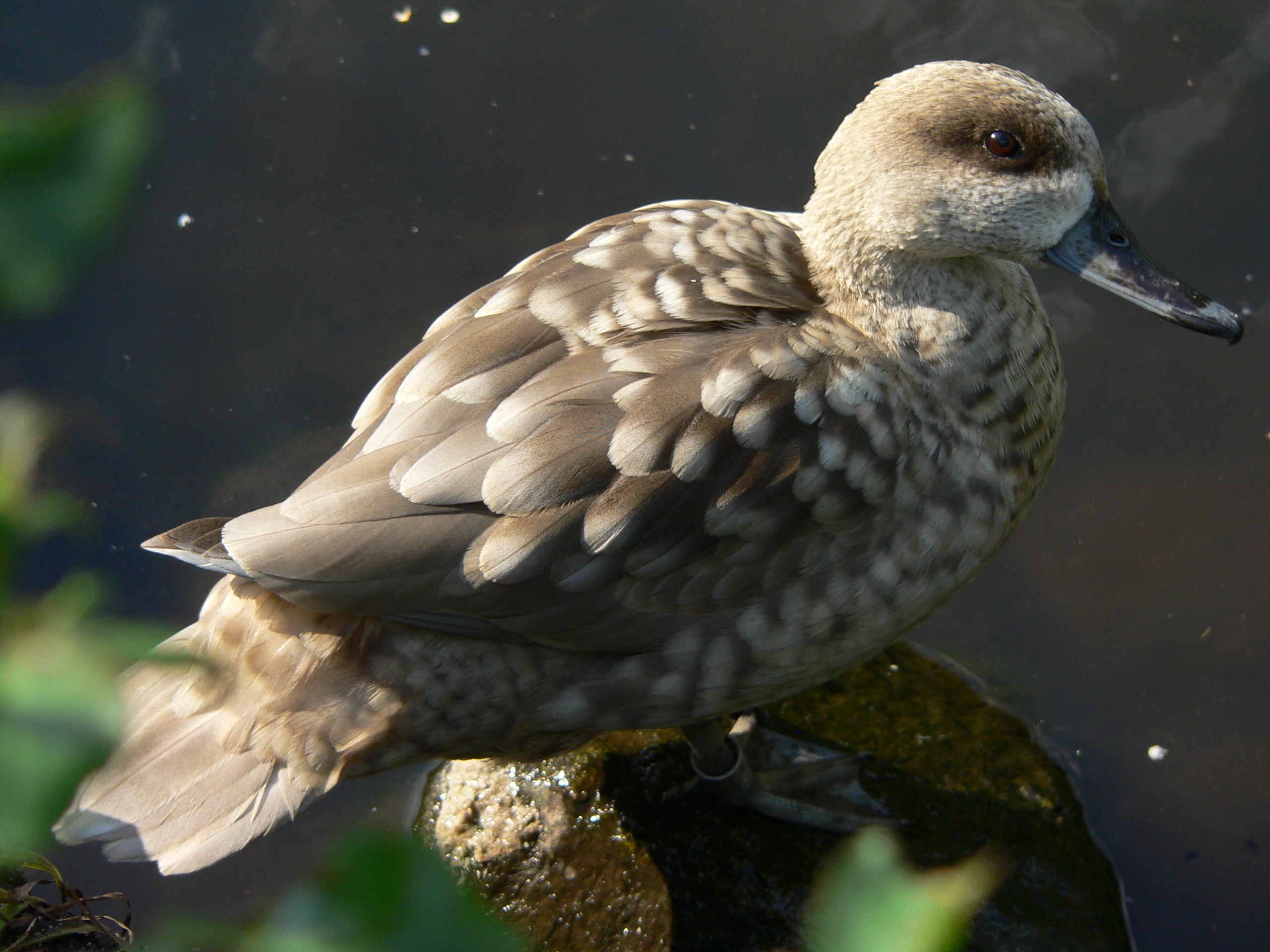
Los sexos se diferencian por la longitud de su moño y el color del pico.

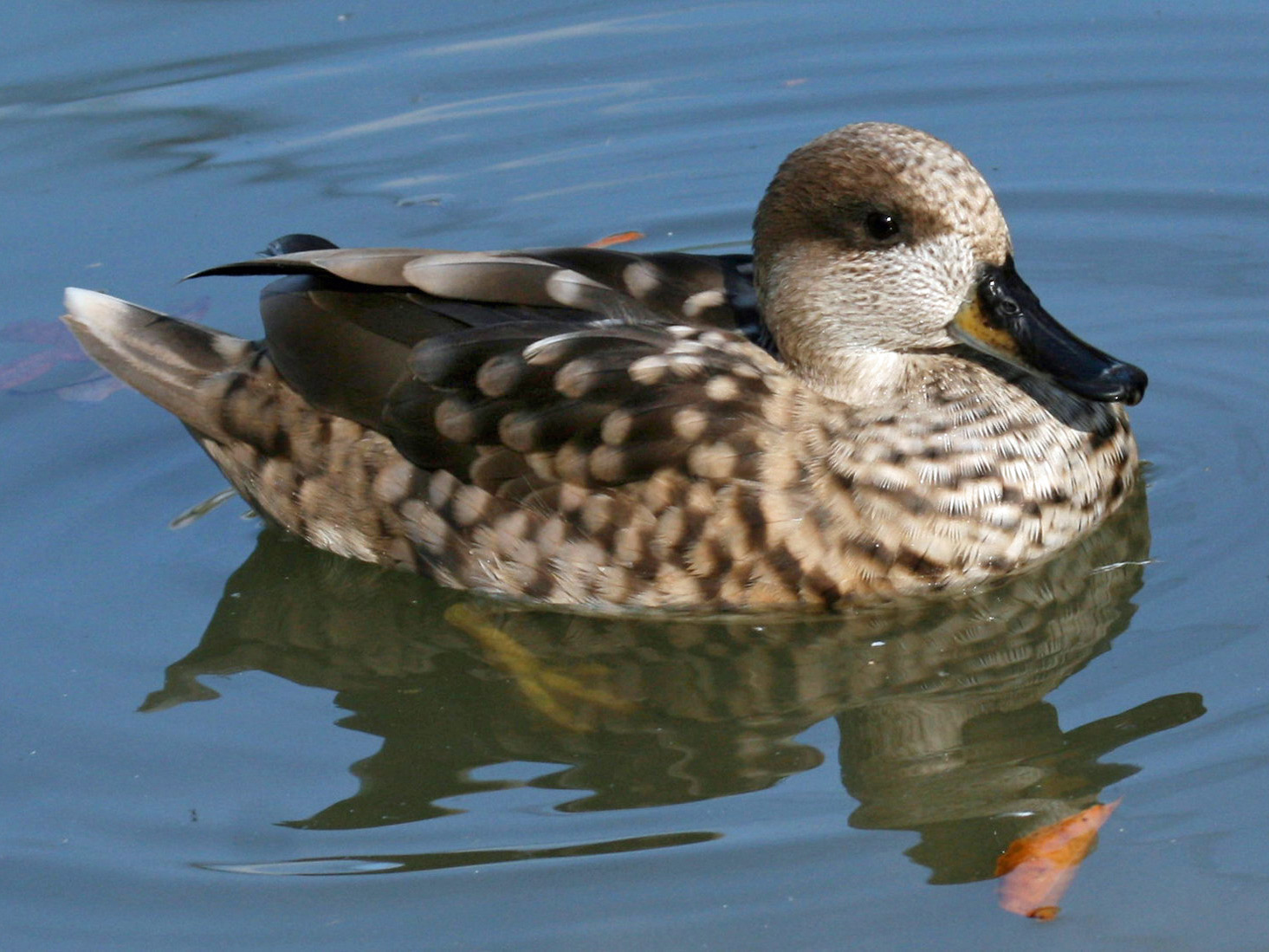
Hembra.

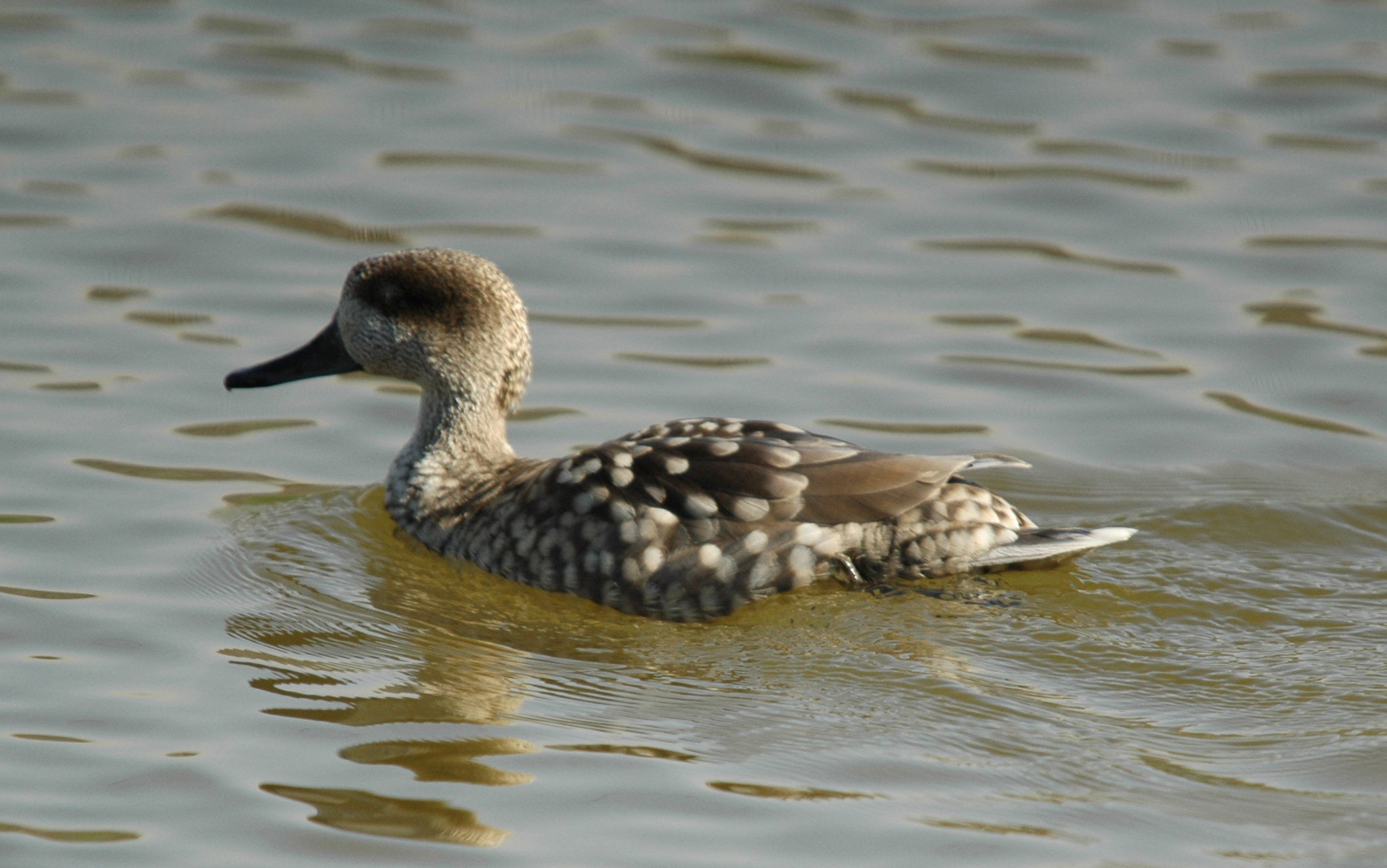
Macho de cerceta pardilla en España.

La Cerceta Pardilla mide entre 39–42 centímetros de largo. Su plumaje es de tonos pardos claros con moteado blanquecino. Presenta una lista oscura que atraviesa sus ojos y se extiende hacia su penacho de la parte posterior de la cabeza. Sus alas de color arenoso carecen de espejuelo en sus plumas secundarias. Los machos tienen la cresta posterior más larga que las hembras. El pico de los machos es negro en su totalidad, con una línea azul hacia la punta, mientras que las hembras tienen la base verde. Los juveniles tienen un moteado blanquecino más denso y manchas claras en el pico.

## Taxonomía y etimología
La cerceta pardilla fue descrita científicamente por el zoólogo francés Édouard Ménétries en 1832, con el nombre de Anas angustirostris, que significa pato de pico estrecho. En 1953 fue trasladada por el ornitólogo alemán Ludwig Reichenbach al género Marmaronetta como única integrante. La etimología de su nombre científico, Marmaronetta angustirostris, procede de los términos griegos marmaros, «mármol» y netta «pato», en cuanto a su género, y del latín angustus «estrecho» y rostris «pico, rostro» su nombre específico. No se reconocen subespecies diferenciadas.

## Distribución y hábitat
Es una especie parcialmente migratoria que cría en las regiones templadas cálidas de Eurasia. Anteriormente era común en la región Mediterránea. En la actualidad, en su distribución occidental, además del sur de España y Sicilia, está restringida al noroeste de África, principalmente algunas poblaciones en Marruecos donde también inverna en abundancia. En el este se encuentra en puntos concretos en Turquía, Irán, Armenia, Azerbaiyán, Irak y la India, además del extremo noroccidental de China. Gran parte de sus poblaciones son migratorias y nómadas, y se desplazan en reacción a las condiciones climáticas. Suelen pasar el invierno en el noroeste de África, el valle del Nilo, en la región del Sahel, y el sureste de Asia, desde el sur de Turquía hasta el oeste de la India.
Su hábitat reproductivo son los humedales mediterráneos y las marismas. Suele vivir en aguas someras tanto de agua dulce como salobre, pudiéndose encontrar en charcas y ríos poco profundos y lagunas costeras.

## Comportamiento

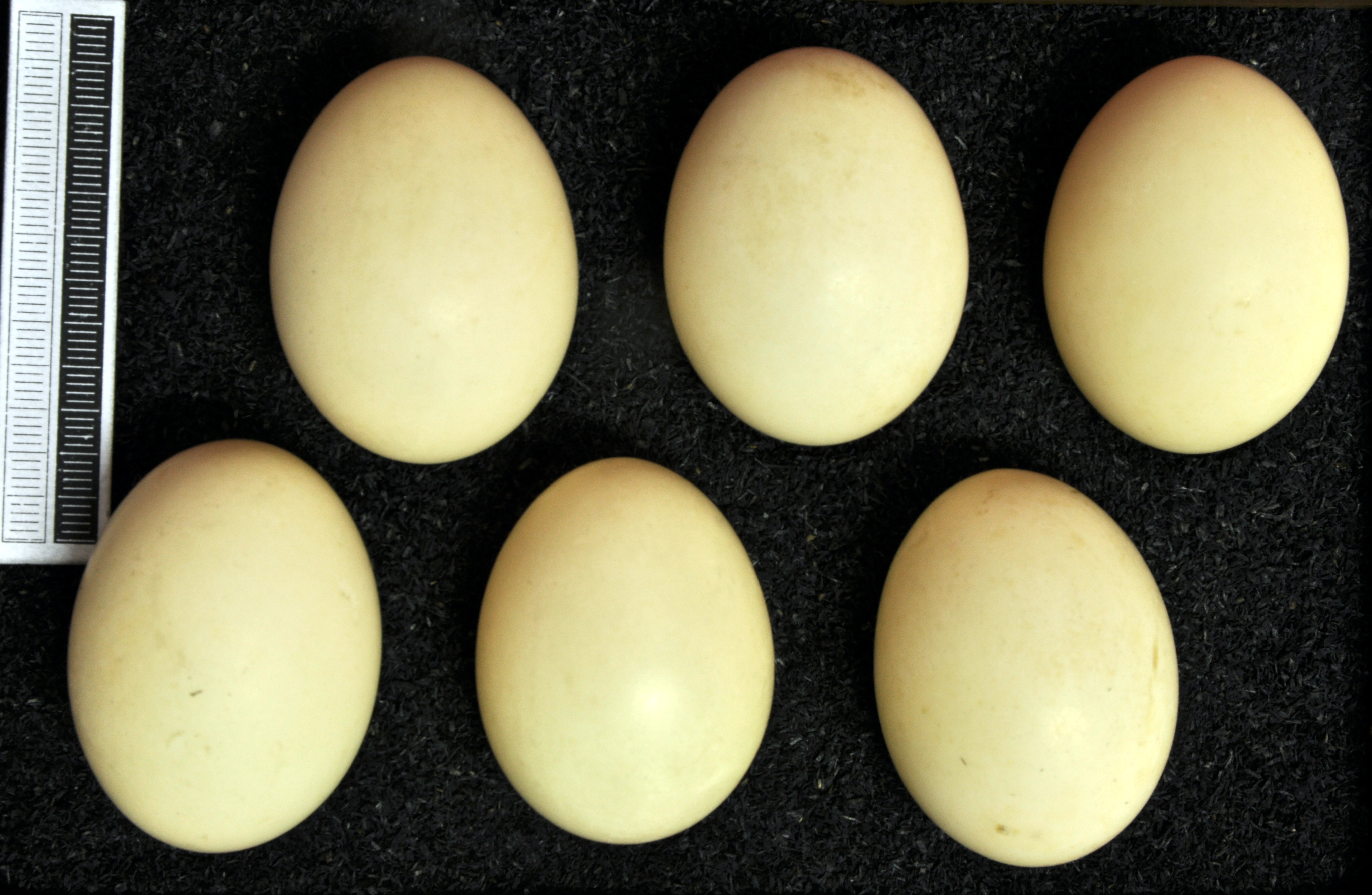
Colección de huevos de cerceta pardilla.

Es un pato gregario, incluso en la época reproductiva. Fuera de la época de cría suele formar bandadas pequeñas, aunque se registran grandes bandadas en invierno en algunas zonas. Las mayores concentraciones se han registrado en Juzestán, Irán.
Es una especie omnívora cuya dieta varía considerablemente según la estación, el emplazamiento y la edad. Los insectos y las semillas conforman la base de su dieta.
Anida al borde del agua al resguardo de los juncos, carrizos y espadañas. Suele poner entre 7 y 10 huevos de color crema.

## Conservación y amenazas
A nivel global la cerceta pardilla se cataloga como especie vulnerable por el considerable descenso de su población. Sus principales amenazas son la destrucción y alteración de sus hábitat, la caza furtiva y la contaminación. En España la legislación la considera una especie en peligro crítico de extinción en el territorio peninsular.